# 明石孝
明石 孝（あかし たかし、1914年〔大正3年〕7月26日 - 1997年〔平成9年〕5月29日 ）は、近畿日本ツーリスト元社長、日本国有鉄道（国鉄）元常務理事である。

## 来歴
東京都出身。1938年〔昭和13年〕に東京帝国大学工学部を卒業した後に鉄道省に入省した。東京鉄道局新橋運輸部運転課長、同運転部電車課長、大阪鉄道管理局運転部長、東京鉄道管理局運転部長、運転局列車課長、名古屋鉄道管理局長、副技術長兼安全企画部長、運転局長など様々な要職での歴任を経て、1965年から1968年には国鉄常務理事東北支社長を務めた。
1968年4月に国鉄を退職し、同6月に近畿日本ツーリストに入社。顧問、専務取締役を経て、1973年から副社長を務めた。1977年から社長に昇格し、1987年まで務め、「ツーリスト中興の祖」と言われた。同年から取締役相談役に就いた。
その一方で、近鉄バファローズの球団取締役も務めていた。
1984年11月に勲三等旭日中綬章を受章。
1997年5月29日、心不全のために川崎市内の自宅で死去。享年82。

## 人物・エピソード
鉄道好きの人物であったが、そのきっかけとなったのが東京高等師範学校附属小学校（現・筑波大学附属小学校）の級友・小山憲三が鉄道好きであったことである。小山は3年生の時に軍医だった父の転勤により転校したが、1952年に国鉄が主催した鉄道ファンの集まり（この会議が後の鉄道友の会発足に繋がった）で明石と偶然にも再会することとなった。その後、小山は石神井公園駅近くにある自らが院長を務めていた病院に80系電車の実物大レプリカを置き「電車の病院」として知られることになる。
1956年11月19日に東海道本線全線電化に伴うダイヤ改正が行われたが、本来は20日に行われる予定であった（それまで慣例的に切りの良い日付に改正するのが基本であった）。当時、東京鉄道管理局運転部長だった明石はゲタ電（国電）のダイヤが平日と休日に分かれていることと、同時に田端駅 - 田町駅間で同じ線路を使用していた山手線と京浜東北線の分離を行うことから月曜日から新ダイヤにするよう本社に意見し、月曜日である11月19日に実施することが決まった。
お召し列車の運行にも携わった経験があり、名古屋鉄道管理局長時代には昭和天皇の先導役を務めたこともあったため、近畿日本ツーリストに移った後に親会社の近畿日本鉄道（近鉄）でお召し列車を運行することになった際には、近鉄社長の佐伯勇に先導役としてのノウハウを伝えるなどの役割を果たした。

## 著書
- 『東京ゲタ電物語』講談社、1984年3月16日。ISBN 4-06-200858-0。 - 宮脇俊三との対談を掲載している。